# Công ty Cổ phần Hàng không Hải Âu
Công ty cổ phần Hàng không Hải Âu được thành lập năm 2011, là thành viên của Tập đoàn Thiên Minh (chuyên cung cấp các dịch vụ du lịch và khách sạn). Tính đến nay, Hàng không Hải Âu là đơn vị đầu tiên và duy nhất khai thác kinh doanh loại hình thủy phi cơ tại Việt Nam.

## Thành tựu

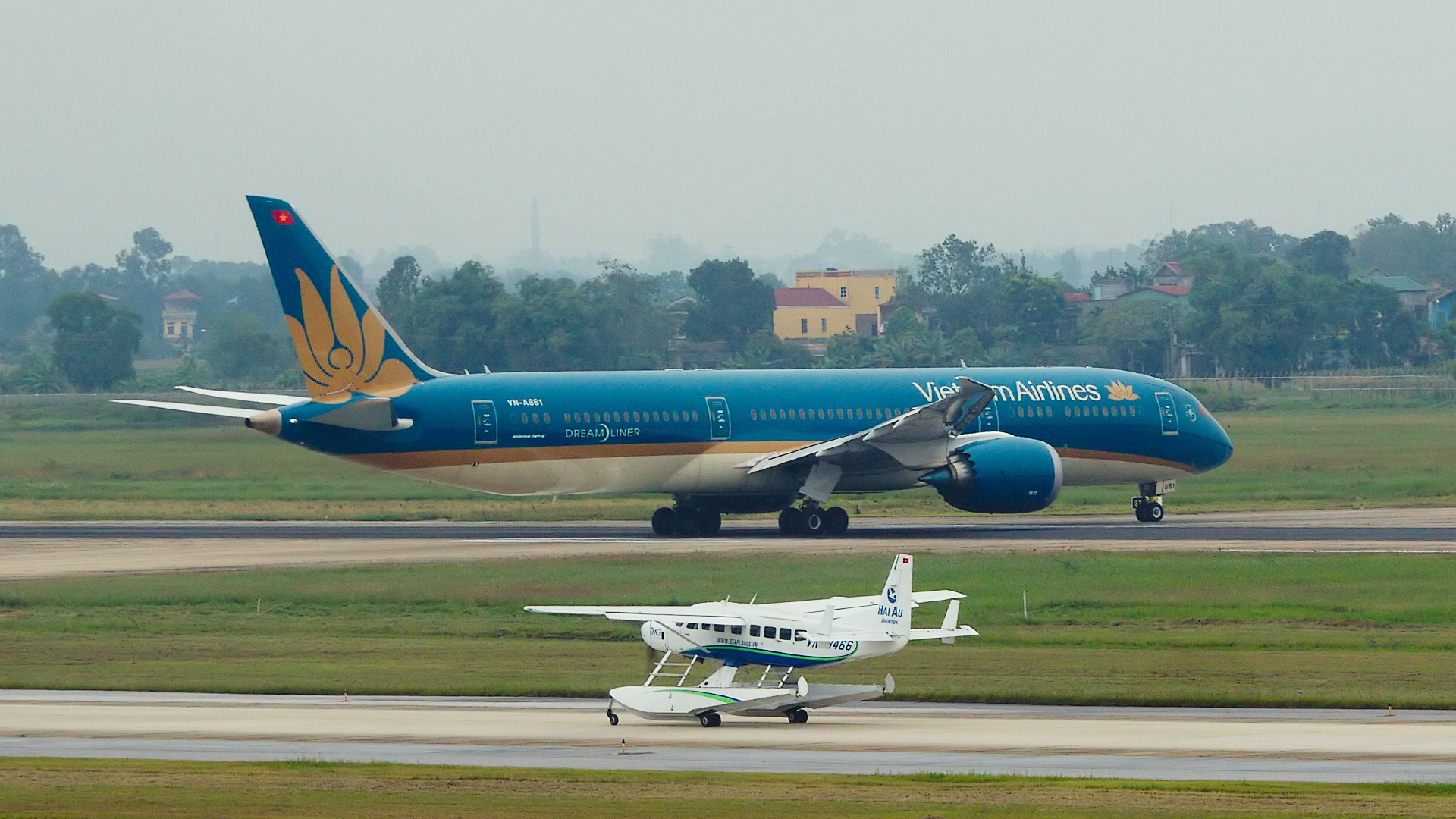
Loại hình di chuyển bằng Hàng không chung khác với Hàng không dân dụng thường thấy

Chính thức khai trương dịch vụ thủy phi cơ du lịch tại cảng Tuần Châu, vịnh Hạ Long từ tháng 9 năm 2014, đến 2016, Hàng không Hải Âu cung cấp ba dịch vụ bay là bay hành trình, bay thuê chuyến và bay ngắm cảnh. Mỗi năm, Hàng không Hải Âu thu hút được gần 15000 lượt khách đến từ 42 quốc gia và vùng lãnh thổ trên thế giới.

## Đội hình phi cơ

### Cessna Grand Caravan 208B-EX

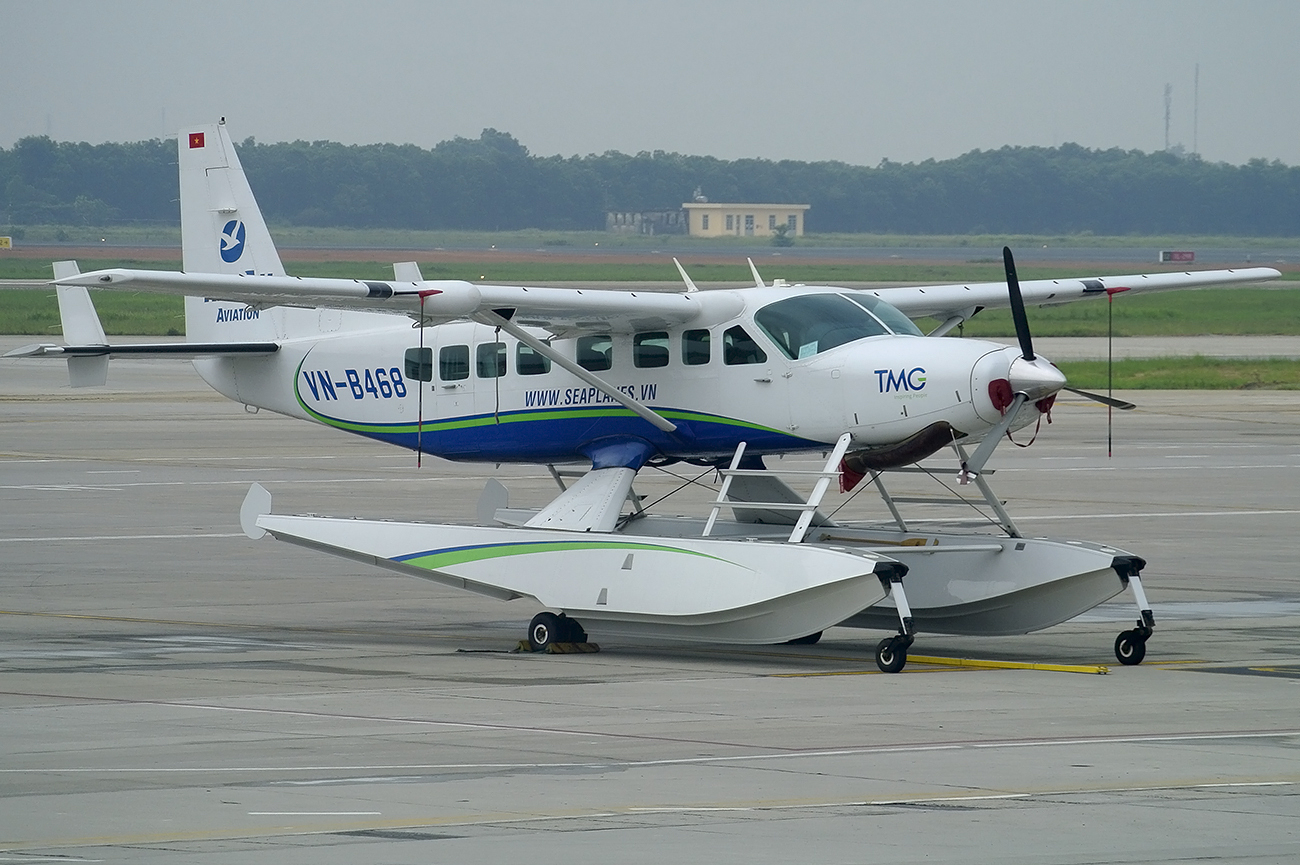
Thủy phi cơ tại sân bay quốc tế Nội Bài

Máy bay Cessna Caravan C208B-EX năm 2014 được đăng ký mã số VN B-466, VN-B468 và VN-B469, hiện được chứng nhận là máy bay một động cơ lớn nhất thế giới và cũng như là máy bay một động cơ an toàn nhất khi hạ cánh trên mặt nước (theo FAA – Cục Hàng không Liên bang và ICAO – Tổ chức Hàng không dân dụng quốc tế), đạt tiêu chuẩn về ổn định, hiệu quả nhiên liệu và mức độ an toàn, thủy phi cơ Cessna được đánh giá là có khả năng bay và hạ cánh tại bất kì vùng nước hay khu vực đường băng mặt đất nào.

### Thủy phi cơ thương mại đầu tiên tại Việt Nam
Tháng 6 năm 2014, Hàng không Hải Âu nhận 2 chiếc máy bay Cessna Grand Caravan 208B-EX tại nhà máy Cessna ở Wichita Kansas và bay tới Wipaire Inc ở St Paul, Minnesota để lắp phao Wipline 8750. Thủy phi cơ tiếp đó mất khoảng 60 giờ từ California, Hawaii, đảo Marshall và Philippines bay tới Việt Nam.

## Tuyến bay
- Hà Nội – Hạ Long - Hà Nội